# 精靈崇拜
精靈崇拜是相信世界上各樣自然物皆有靈魂或精靈，從而產生原始宗教的崇拜行為。精靈崇拜被哲學家歸納為泛神論信仰，與巫術及祖先崇拜有著密不可分的關連關係。